# G7 Teams
O G7 Teams ou Federação G7 é uma associação profissional de equipes de esports. Ele foi originalmente formado por sete equipes: 4Kings, fnatic, Made in Brazil, mousesports, Ninjas in Pyjamas, SK Gaming e Team 3D. Atualmente, a organização é composta de seis membros. A organização tem como objectivo promover o interesse da comunidade e os jogadores para o torneio, os organizadores, promotores, patrocinadores, e outros profissionais de jogos instituições. G7 equipes tem presença ativa em conselhos consultivos, tanto para o World Series of Videogames e KODE5, e tem relações com outros do torneio organizações, incluindo a Cyberathlete Professional League, juntamente com seu comitê de jogadores, e a Electronic Sports World Cup. O G7 Teams também reconheceu em Zonerank como ranking oficial do mundo dos esports. Em 2010, depois de uma disputa de contrato entre fnatic e SK Gaming, a organização dissolvido.

## Membros

### Membros fundadores
- 4Kings
- fnatic
- Made in Brazil
- mousesports
- Ninjas in Pyjamas
- SK Gaming
- Team 3D

### Juntou-se mais tarde
- fnatic
- Made in Brazil
- mousesports
- SK Gaming
- Evil Geniuses (ingressou em setembro de 2008)
- compLexity (descartada em fevereiro de 2008, devido a ingressar no CGS, re-entrou no início de 2009[4])
- Ninjas in Pyjamas (dissolvida, no final de 2007)
- Team 3D (descartada em fevereiro de 2008, devido a ingressar no CGS)
- 4Kings (descartada em setembro de 2008 devido a inatividade)
- PGS Gaming (descartada em setembro de 2008 devido a inatividade)
- wNv Teamwork (descartada em fevereiro de 2009)
- MeetYourMakers (dissolvido em Março de 2009. Apesar de ter sido re-criada no final desse ano, a PJM não voltou G7)

## Encontros
G7 se reuniu uma vez, no dia 19 a 21 de janeiro de 2007 em Colónia, Alemanha. O planejamento era de encontros anuais. Entre os assuntos discutidos foram a seleção de jogos oficiais e alteração dos regulamentos de ligas. No evento, também foi anunciado que o grupo iria se expandir mais e levar em sua primeira equipe Asiática, o wNv. O objetivo era reforçar a ligação com a Asian eSport Clubs e empurrar em frente a influência do mundo do e-Sport.

## Ligações Externas
- G7 Site Oficial
- Entrevista na GotFrag após o anúncio do G7